# Ambli

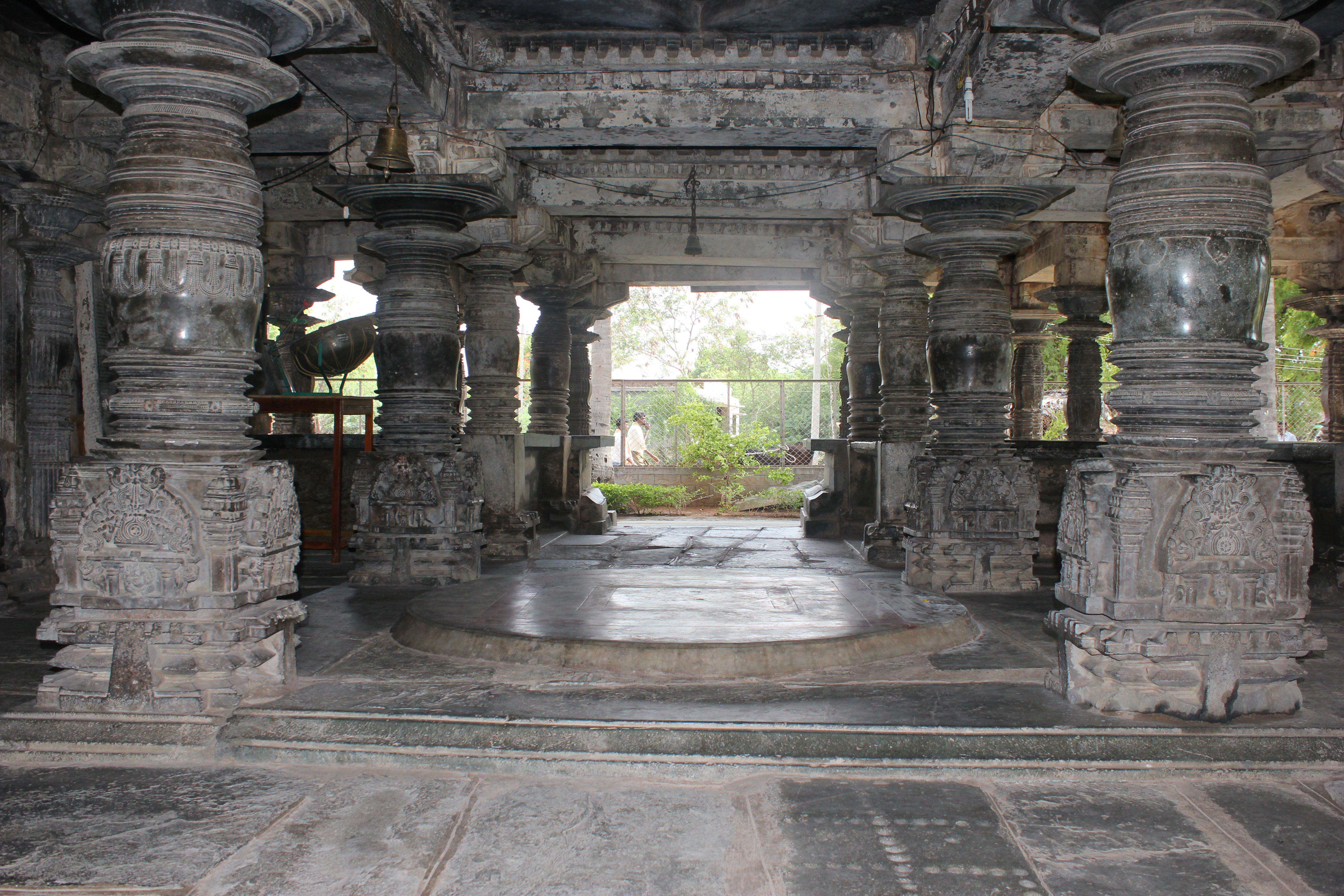
Ambli, Kalleshvara-Tempel – Vorhalle (mandapa)

Ambli oder Ambali (Kannada: ಅಂಬಲಿ) ist ein Ort mit rund 2.200 Einwohnern im Distrikt Ballari indischen Bundesstaat Karnataka.

## Lage und Klima
Ambli liegt im Zentrum Karnatakas auf dem Dekkan-Plateau in einer Höhe von ca. 475 m knapp 115 km (Fahrtstrecke) südwestlich der Distriktshauptstadt Ballari bzw. ca. 63 km südwestlich von Hosapete bzw. Hampi. Das Klima ist subtropisch warm; Regen (ca. 595 mm/Jahr) fällt fast nur in den sommerlichen Monsunmonaten.

## Bevölkerung
Ca. 98 % der mehrheitlich Kannada sprechenden Bevölkerung sind Hindus; Moslems und andere Religionsgruppen spielen in den meisten ländlichen Regionen Indiens kaum eine Rolle. Der männliche und der weibliche Bevölkerungsanteil sind ungefähr gleich hoch. Ungefähr 20 % der Bevölkerung sind Analphabeten.

## Wirtschaft
Die Umgebung von Ambli ist in hohem Maße landwirtschaftlich orientiert; man lebt ganz überwiegend als Selbstversorger.

## Geschichte
Das Gebiet um Ambli gehörte im frühen Mittelalter zum Reich der Kadamba, der Chalukyas von Badami und der Rashtrakutas. Wie Inschriften bezeugen kam die Stadt im 11. und 12. Jahrhundert unter die Einflusssphäre der Chalukyas von Kalyani, bis die Kalachuri und die Hoysala vorübergehend die Macht übernahmen, denen im Jahr 1348 das Vijayanagar-Reich folgte, das selbst wiederum im Jahr 1565 in der Schlacht von Talikota den vereinigten Heeren der Dekkan-Sultanate unterlag. Diese waren jedoch untereinander zerstritten und so konnte der hinduistische Fürstenstaat von Mysore die Macht zeitweise übernehmen, die ihm jedoch von den Sultanen der Adil-Shahi-Dynastie von Bijapur streitig gemacht wurde. Von 1761 bis 1799 okkupierten Haidar Ali und Tipu Sultan, zwei quasi unabhängig regierende Generäle des Fürstenstaats Mysore, die Macht; danach dehnten die Briten ihren Einfluss auch auf Südindien aus.

## Sehenswürdigkeiten
Der Kalleshvara-Tempel gehört zu den frühen Bauten der Chalukyas von Kalyani; er ist inschriftlich um das Jahr 1083 datiert und zeigt nur eine vergleichsweise einfache, d. h. nur wenig gegliederte (ratha) sowie figuren- und ornamentlose Außenansicht. Die oberen hellen Teile des Turms und der Vorhalle sind rekonstruiert bzw. dienen als Wetterschutz. Die Vorhalle (mandapa) mit ihren gedrechselten Säulen ist deutlich feiner gearbeitet. Bemerkenswert ist die Tatsache, dass die äußeren Säulen der Vorhalle auf dem Erdboden aufruhen; aufgrund der nicht vorhandenen Plattform (jagati) war auch nur hier eine rituelle Umschreitung (pradakshina) des Tempels möglich.